# Indywidualne Mistrzostwa Wielkiej Brytanii na Żużlu 1997
Indywidualne mistrzostwa Wielkiej Brytanii na żużlu – cykl turniejów żużlowych mających wyłonić najlepszych żużlowców brytyjskich w 1997 roku. Tytuł wywalczył Mark Loram z Bradford Dukes.

## Finał
- 1 czerwca 1997 r. (niedziela),  Coventry

| Msc. | Zawodnik        | Klub                  | Pkt   |              |  |
| ---- | --------------- | --------------------- | ----- | ------------ |  |
| 1    | Mark Loram      | Bradford Dukes        | 14 +3 | (2,3,3,3,3)  |  |
| 2    | Chris Louis     | Ipswich Witches       | 14 +2 | (3,2,3,3,3)  |  |
| 3    | Sean Wilson     | Coventry Bees         | 11    | (3,2,2,3,1)  |  |
| 4    | Joe Screen      | Bradford Dukes        | 10    | (3,3,2,2,d)  |  |
| 5    | Dean Barker     |                       | 10    | (3,2,2,0,2)  |  |
| 6    | Gary Havelock   | Bradford Dukes        | 10    | (2,3,3,1,1)  |  |
| 7    | Carl Stonehewer | Long Eaton Invaders   | 9     | (1,2,1,3,2)  |  |
| 8    | Kelvin Tatum    | Peterborough Panthers | 8     | (2,0,2,1,3)  |  |
| 9    | Andy Smith      | Coventry Bees         | 7     | (2,1,1,1,2)  |  |
| 10   | David Norris    | Eastbourne Eagles     | 6 +3  | (1,d,3,2,d)  |  |
| 11   | Scott Nicholls  | Ipswich Witches       | 6 +2  | (0,1,d,2,3)  |  |
| 12   | Neville Tatum   |                       | 5     | (1,2,0,0,2)  |  |
| 13   | Garry Stead     | Bradford Dukes        | 4     | (1,1,1,0,1)  |  |
| 14   | Alun Rossiter   | Swindon Robins        | 3     | (0,0,0,2,1)  |  |
| 15   | David Walsh     |                       | 2     | (w,0,1,1,0,) |  |
| 16   | Scott Smith     |                       | 1     | (w,1,u,0,0)  |  |